# Isla Guasina
Guasina es una isla de la parroquia Almirante Luis Brión en el Municipio Antonio Díaz del estado Delta Amacuro, al este de Venezuela. Posee una superficie aproximada de 24,13 kilómetros cuadrados (2413 hectáreas). Mayormente conocida por haber sido una prisión durante la dictadura militar de los años 1950.

## Historia
En esta isla funcionó una prisión en el año 1939. Al principio fue utilizado como campo de concentración de prisioneros nazis o fascistas. La precariedad de sus condiciones motivaron a que el notable científico Arnoldo Gabaldón rindiera un informe al gobierno de Isaías Medina Angarita, en el que detallaba cómo la insalubridad de sus instalaciones servían de criadero para transmisores de enfermedades. El centro penitenciario fue clausurado por dicha administración en 1943. La isla quedó desierta hasta 1948, cuando fue convertida en un campo de concentración para inmigrantes indocumentados hasta el año siguiente, cuando sus internos fueron puestos en libertad.

### Uso durante la dictadura militar
Entre 1951 y el 15 de diciembre de 1952, durante la Junta de Gobierno encabezada por Germán Suárez Flamerich, eran encerrados en el mismo penal criminales de alta peligrosidad y acusados de terrorismo entre los cuales figuraron militantes y dirigentes de los partidos Acción Democrática (AD) y Partido Comunista de Venezuela (PCV). 

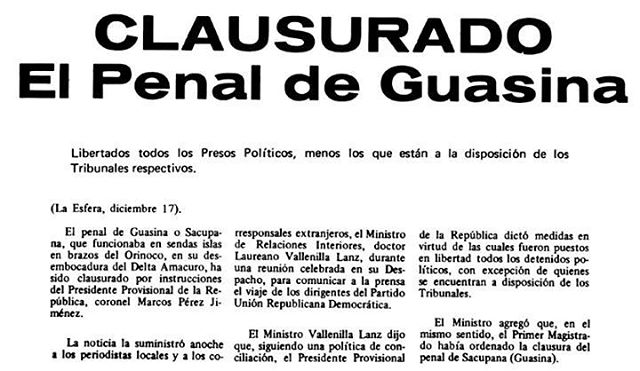
Reporte de prensa sobre la presunta clausura del Penal de Guasina el 17 de diciembre de 1952, durante el recién instalado gobierno de Marcos Pérez Jiménez.

El régimen de Marcos Pérez Jiménez anunció su presunta clausura como campo de concentración el 17 de diciembre de 1952. El procedimiento de su cierre estuvo a cargo del ministro de interior Laureano Vallenilla Planchart, quien declaró que serían liberados todos los presos políticos menos los que estuvieran involucrados en actos de terrorismo.
Registros como la obra Se llamaba SN de José Vicente Abreu, quien estuvo detenido en la isla entre 1951 y 1953, documentan la violación de derechos humanos durante la dictadura perezjimenista. Se calcula que el número de personas torturadas en la isla supera las 800.

## Geografía
Simón Ferrer Arévalo la describe así:

Situado en pleno Delta del Orinoco, en el corazón de la selva venezolana, bañada por los caños de Boca Grande, al Norte, y Sacupana del Remanso, al Sur, la isla de Guasina, es quizás, uno de los lugares de la tierra más hostiles a la vida humana. Ubicada a muy pocos metros de altura sobre el nivel normal del Orinoco, su territorio — desprovisto en absoluto de las necesarias defensas— es casi completamente inundado por las aguas desbordadas del río cada vez que éste crece, las cuales, al volver a su cauce, lo hacen dejando toda el área convertida en una gigantesca ciénega, en un inmenso criadero de larvas. El clima es canicular, oscilando de continuo entre los 38.º y 40.º C. a la sombra. Las vías de comunicación casi no existen, pues el único medio de contacto con el exterior lo constituyen las contadas barcazas que muy de vez en vez suelen recalar en sus costas. Las endemias, epidemias y enfermedades en general, son allí un azote permanente para el hombre.

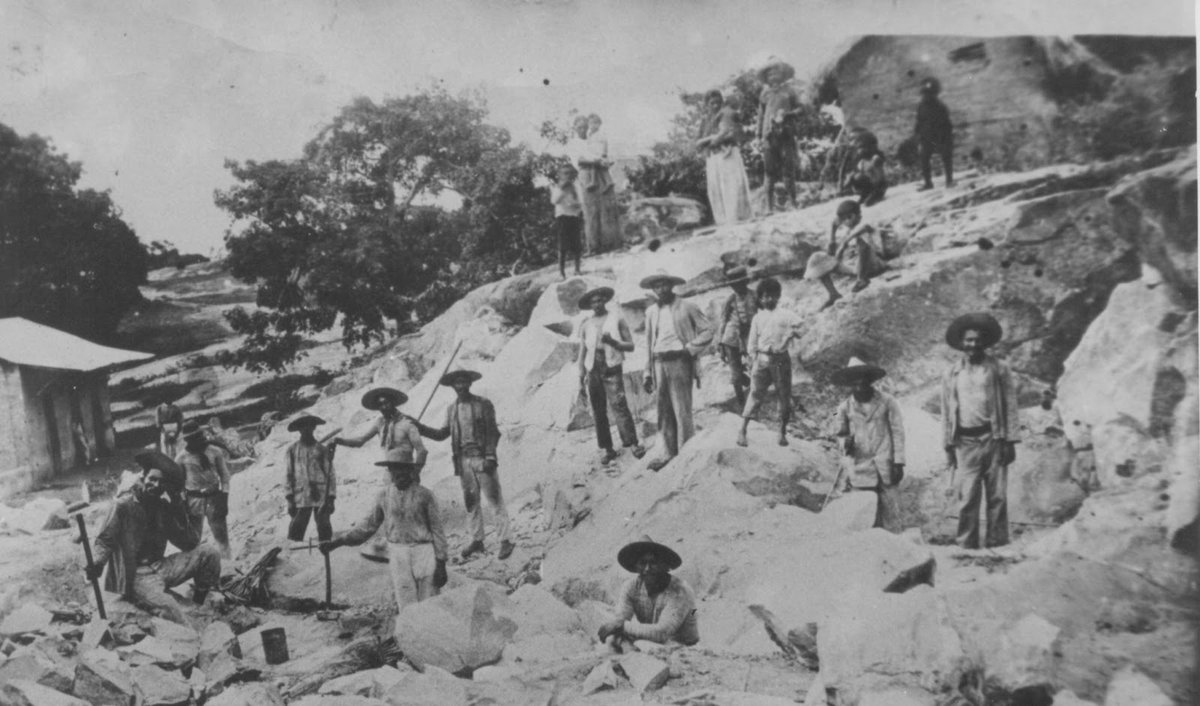
Prisioneros de la Isla Guasina durante la dictadura militar.

A esto hay que agregarle los trabajos forzados, las torturas de todo tipo, insectos transmisores de enfermedades, el hambre y la falta de atención médica, todo esto destinado a llevar a los infortunados que estuvieron allí a la muerte con el mayor sufrimiento posible. La isla Guasina se encuentra en el brazo principal del sur del Delta del Orinoco, en el llamado brazo "Boca Grande", muy cercana a la entrada del caño Sacupana de remanso y forma parte de un numeroso grupo de islas en el Delta.
La isla tiene aproximadamente ocho kilómetros de largo y unos cuatro kilómetros de ancho, con aproximadamente tres metros sobre el nivel normal de las aguas del río. Al igual que el resto de islas del Delta, es una tierra muy caliente y lluviosa, llegando las temperaturas a alcanzar 40 grados de día y 30 grados de noche. A esta circunstancia debemos agregar que llueve todo el año, no hay mes donde no se observen fuertes precipitaciones, razón por la cual el islote está formado principalmente por pantanos.

## Fauna
La presencia constante de lluvias provoca la permanencia perenne de especies peligrosas para el hombre tales como las culebras de agua, las cuaimas, caimanes, el peligroso "caribe" o piraña. Se pueden observar arañas venenosas y otras especies en el lugar como el chipo, causante del Mal de Chagas, mosquitos transmisores de paludismo, amibas histolíticas productoras de la disentería amibiana, tifus, etc.

## Condiciones
En este medio no hay agua potable de ningún tipo. La vegetación suele pudrirse en el lugar debido al fuerte calor y presencia del agua sucia, ocasionando miasmas en los pantanos.